# The Garden Party
 «The Garden Party»  (рус. «Приём в саду») — первая серия первого сезона мультсериала «Гетто», премьера которой состоялась 6 ноября 2005 на канале Adult Swim.

## Сюжет
Главные персонажи, Хьюи и Райли Фримены, потихоньку осваиваются в преимущественно белом пригороде Вудкрест. Осматривая с крыши своих новых соседей, Хьюи замечает темный автомобиль, приближающийся к их дому. Водитель, миллионер Эд Ванцлер, заходит повстречаться с нововселившейся семьёй. Ванцлер, чей банк владеет всеми домами в Вудкресте, дружелюбно беседует с дедом мальчиков Робертом, интересуясь относительно его сексуальных и политических взглядах. В конечном итоге Эд приглашает Роберта и его семью на приём в саду, чтобы отпраздновать возвращение своего внука Эда Ванцлера III с войны в Ираке.
Мальчики, услышав это, отказываются идти на вечеринку, особенно Хьюи, который не хочет «прихлёбывать чаёк с врагами». Противясь желаниям деда, они, тем не менее, неохотно соглашаются сопровождать его.
После небольшой задержки у парадных ворот поместья Ванцлера, во время которого они встречают дядю Рукуса, Фриманы прибывают на вечеринку. Они встречают Эда Ванцлера III, бывшего солдата, который рассказывает о своей жизни в Ираке и произносит свою коронную фразу «Хрен ли вы пялитесь?»(«What the fuck y’all looking at?»)
Хьюи пытается поведать присутствующим завсегдатаям вечеринок «правду» о том, что Иисус был чёрным, Рональд Рейган был сатаной и что правительство лжет насчет 11 сентября. К его ужасу, все его старания приводят лишь к аплодисментами и полной незаинтересованности. Хьюи приходит к выводу, что эти люди, будучи богатыми, совершенно ни о чём не беспокоятся.
Тем временем, Райли и Эд III идут в комнату Эда и начинают валять дурака с его обширной коллекцией оружия. Эд III надевает пуленепробиваемый жилет и разрешает Райли выстрелить в него из заряженного SPAS-12. А на вечеринке, дядя Рукус, ненавидящий себя чернокожий и ярый сторонник превосходства белой расы, начинает петь написанную им песню под названием «Не доверяйте этим новым ниггерам», обращённую к семье Фрименов. С тех пор как Фримены пришли на веречнику, Рукус несколько раз прикладывался к своей фляжке, не расставаясь с ней даже во время пения, и в состоянии сильного опьянения наконец падет со сцены. Между тем, в комнате Эда, Райли стреляет из оружия, причём его отбрасывает назад, а Эда выкидывает из окна со второго этажа. Эд, целый и невредимый, поднимается с земли и снова произносит свою коронную фразу — «Хрен ли вы пялитесь?»
Немного взвинченный Роберт Фримен приносит извинения Эду Ванцлеру Старшему за этот инцидент. К его большому удивлению, Эд все понимает и говорит: «Через тридцать лет этот парень (его внук) станет президентом Соединённых Штатов… и он все равно останется полным придурком». Затем они с Робертом выпивают, произнеся тост за «старую школу».

## Культурные отсылки
- Когда Хьюи выглядывает из окна с пистолетом-пулеметом, это весьма похоже на известную картину с Малкольмом Икс, выглядывающего из окна с карабином М1.

Хьюи выглядывает из окна спальни с MP5-K.

- Эд Ванцлер III скорее всего является пародией на Джорджа Буша. Его дед сказал: «Когда-нибудь этот парень станет президентом Соединённых Штатов, и он все равно останется полным придурком».
- Райли носит костюм в точности как у Тони Монтаны в одной из сцен фильма «Лицо со шрамом». Также он ссылается на фильм, когда говорит «Хочешь по-плохому? Ладно!»(«You wanna play rough? OK!») и «Скажи привет моей маленькой подружке!»(«Say hello to my little friend!»), перед тем как выстрелить Эду в грудь из дробовика. Помимо этого, в заставке к сериалу чёрно-белое изображение Райли очень похоже на изображение Тони Монтаны, сделанным в том же стиле.
- Одежда Райли на вечеринке похожа на одежду Майкла Джексона в клипе «Smooth Criminal».
- Дядя Рукус говорит Роберту: «Они наверно думают что у тебя Солнце светит из задницы» («They must think the sun shines out your ass»). Это может быть отсылкой к фильму «Житие Брайана по Монти Пайтону», в котором такая же фраза произносится заключённым[1]. Этот фильм один из любимых у Аарона МакГрудера[2].
- Фраза Эда III «Я богат, блин!»(«I’m rich bitch!»), является отсылкой к известной фразе из «Chappelle's Show», шоу в котором Чарли Мёрфи, актёр, озвучивающий Эда III, частенько появляется[3].

## Факты
- Всякий раз как персонажи будут пить апельсиновый сок, они будут упоминать, что это «запас витамина C на целый день». Это первый случай появления этой сквозной шутки(то есть шутки проходящей через все серии). На момент первой трансляции серии, это был рекламный слоган апельсинового сока Tropicana.
- Фраза «Хрен ли вы пялитесь?» — впервые произнесенная в этой серии — стала визитной карточкой Эда, поскольку он говорил её почти в каждой серии, в которых впоследствии появлялся.